# Falkenberg, Stendal
Falkenberg là một đô thị thuộc huyện Stendal, bang Sachsen-Anhalt, Đức. Đô thị Falkenberg, Stendal có diện tích 15,31 km², dân số thời điểm ngày 31 tháng 12 năm 2006 là 253 người.